# Раймон Каельбель
Раймон Каельбель (фр. Raymond Kaelbel, нар. 31 січня 1932, Кольмар — пом. 17 квітня 2007) — французький футболіст, грав на позиції захисника. По завершенні ігрової кар'єри — тренер.

## Клубна кар'єра
Народився 31 січня 1932 року в місті Кольмар. Вихованець футбольної школи місцевого клубу «Кольмар».
У дорослому футболі дебютував 1950 року виступами за команду клубу «Страсбур», в якій провів шість сезонів, взявши участь у 158 матчах чемпіонату. Більшість часу, проведеного у складі «Страсбура», був основним гравцем захисту команди.
Своєю грою за цю команду привернув увагу представників тренерського штабу клубу «Монако», до складу якого приєднався 1956 року. Відіграв за команду з Монако наступні п'ять сезонів своєї ігрової кар'єри. Граючи у складі «Монако» також здебільшого виходив на поле в основному складі команди.
Згодом з 1961 по 1964 рік грав у складі команд клубів «Гавр» та «Реймс».
1964 року повернувся до клубу «Страсбур», за який відіграв ще 5 сезонів. Тренерським штабом клубу знову розглядався як гравець «основи». Завершив професійну кар'єру футболіста виступами за команду «Страсбур» у 1969 році.

## Виступи за збірну
1953 року дебютував в офіційних матчах у складі національної збірної Франції. Протягом кар'єри у національній команді, яка тривала 9 років, провів у формі головної команди країни 35 матчів, забивши 1 гол.
У складі збірної був учасником чемпіонату світу 1954 року у Швейцарії, а також чемпіонату світу 1958 року у Швеції, на якому команда здобула бронзові нагороди.

## Кар'єра тренера
Розпочав тренерську кар'єру, повернувшись до футболу після тривалої перерви, 1979 року, очоливши тренерський штаб аматорського клубу АСПВ (Страсбург), з яким працював до 1988. Досвід тренерської роботи обмежився цією командою.
Помер 17 квітня 2007 року на 76-му році життя.

## Титули і досягнення
- Чемпіон Франції (1):

«Монако»:  1960–61
- Володар Кубка Франції (2):

«Монако»:  1959–60
«Страсбур»:  1965–66
- Володар Суперкубка Франції (1):

«Монако»:  1961
- Бронзовий призер чемпіонату світу: 1958